# Morgado de Vilar de Perdizes
O Morgado de Vilar de Perdizes foi um título nobiliárquico português, baseado na transmissão em morgadio.
A fundação do morgadio foi a 25 de maio de 1555 feita através de bula papal . 